# Estéban Conde
Estéban Conde, vollständiger Name Estéban Néstor Conde Quintana, (* 4. März 1983 in Young) ist ein ehemaliger uruguayischer Fußballspieler. Der Torwart gewann die Copa Sudamericana 2011 und wurde insgesamt fünfmal national Meister.

## Karriere

### Verein
Der 1,87 Meter große Torhüter Conde gehörte in den Jahren 2003 bis 2004 dem Kader des Club Atlético Rentistas an. In der Saison 2004 kam er beim montevideanischen Klub in 34 Ligaspielen zum Einsatz. Ab 2005 spielte er für den Erstligisten Danubio FC, mit dem er in der Saison 2006/07 unter Trainer Gustavo Matosas den Landesmeistertitel gewann. Er war dabei der einzige Spieler seiner Mannschaft, der alle Ligapartien und diese über die komplette Distanz absolvierte. Auch trug er im Entscheidungsspiel gegen den Club Atlético Peñarol maßgeblich zum Sieg bei, nachdem er einen Elfmeter hielt und selbst einen zum letztlich entscheidenden 4:3 verwandelte. Während der gesamten Zeit der Zugehörigkeit zu Danubio, in der er 133-mal in der Primera División auflief, stehen für Conde sechs erzielte Ligatreffer zu Buche. Ende des Jahres 2009 verließ er die Montevideaner. Im Folgejahr setzte er seine Karriere beim chilenischen Klub Universidad de Chile fort, bei dem er im Dezember 2009 einen Vierjahresvertrag unterschrieb. Saisonübergreifend bestritt er dort 19 Partien in der Primera División, eine Begegnung in der Copa Chile und vier Spiele der Copa Libertadores 2010. 2011 gewann sein Klub in der Liga beide Halbserien und holte auch die Trophäe im Kontinental-Wettbewerb um die Copa Sudamericana 2011, bei dem Conde jedoch lediglich als Ersatztorhüter fungierte. Ende Juli 2012 wechselte er zu Atlético de Rafaela. Für die Argentinier lief er in den folgenden drei Jahren insgesamt in 69 Erstligaspielen und sechs Partien der Copa Argentina auf. Im Juli 2015 kehrte er nach Uruguay zurück und schloss sich dem amtierenden uruguayischen Meister Nacional Montevideo an. In der Spielzeit 2015/16 wurde er 29-mal in der höchsten uruguayischen Spielklasse, viermal in der Copa Sudamericana 2015 und neunmal in der Copa Libertadores 2016 eingesetzt. Zum Gewinn der Landesmeisterschaft seines Teams in der nachfolgenden Saison 2016 trug er mit 14 Ligaeinsätzen bei.

### Nationalmannschaft
Zu seiner Zeit bei Danubio wurde Conde im September 2007 von Nationaltrainer Óscar Tabárez für das Freundschaftsländerspiel gegen Südafrika als Ersatz für den verletzen Fabián Carini in die uruguayischen A-Nationalmannschaft berufen, kam allerdings nicht zum Einsatz. Sein einziges Länderspiel bestritt Conde im Juni 2017 beim Freundschaftsspiel gegen Irland, das sein Team mit 1:3 verlor.

## Erfolge
Danubio
- Uruguayischer Meister: 2006/07

U de Chile
- Copa Sudamericana: 2011
- Chilenischer Meister: 2011-A, 2011-C, 2012-A
- Chilenischer Pokalsieger: 2012/13

Nacional
- Uruguayischer Meister: 2016
- Torneo Intermedio: 2017, 2018
- Supercopa Uruguaya-Sieger: 2018